# ベン・ビラフロア
ベン・ビラフロア（Ben Villaflor、1952年11月10日 - ）は、フィリピンの元プロボクサー。ネグロス島出身。身長166cm。元WBA世界ジュニアライト級（スーパーフェザー級）王者。

## 略歴
1968年デビュー。1972年4月25日、18勝（12KO）1敗1引分けの成績でWBA世界ジュニアライト級王座に挑み、アルフレド・マルカノを15回判定で破ってタイトル獲得。1度防衛したものの、1973年3月12日、2度目の防衛戦で柴田国明に敗れ、王座を失った。
しかし、同年10月17日に行われた再戦では、持ち前の強打で柴田に1ラウンドでKO勝ちし、タイトルを奪回する。アポロ嘉男、上原康恒、柏葉守人と、3人の日本人を含む5人の挑戦者から王座を守ったものの、1976年10月16日、プエルトリコの技巧派サムエル・セラノにアウトボックスされ、王座を失った。
スピード、フットワークのある相手を苦手とするなど、攻撃のセンスは卓越しているとは言い難かったが、その強打は破壊的であった。

## 獲得タイトル
- WBA世界ジュニアライト級王座（1回目、防衛1度）
- WBA世界ジュニアライト級王座（2回目、防衛5度）